# Poussay
Poussay là một xã, nằm ở tỉnh Vosges trong vùng Grand Est của Pháp. Xã này có diện tích 8,69 kilômét vuông, dân số năm 1999 là 733 người. Xã này nằm ở khu vực có độ cao trung bình 295 m trên mực nước biển.
Dân địa phương tiếng Pháp gọi là Porsuavitains (de Portus Suavis).

## Biến động dân số
| 1962                                         | 1968 | 1975 | 1982 | 1990 | 1999 |
| -------------------------------------------- | ---- | ---- | ---- | ---- | ---- |
| 457                                          | 462  | 498  | 786  | 810  | 733  |
| Số liệu từ năm 1962: Dân số không tính trùng |      |      |      |      |      |